# Microcaecilia rochai
Espèce
Microcaecilia rochai est une espèce de gymnophiones de la famille des Siphonopidae.

## Répartition
Cette espèce est endémique du Brésil. Elle se rencontre au Pará et en Amapá.

## Publication originale
- Maciel & Hoogmoed, 2011 : Taxonomy and distribution of caecilian amphibians (Gymnophiona) of Brazilian Amazonia, with a key to their identification. Zootaxa, no 2984, p. 1-53.